# 沃盧德林齊
49°15′39″N 26°46′31″E / 49.26083°N 26.77528°E
沃盧德林齊（烏克蘭語：Волудринці）是位於烏克蘭西部的村莊，由赫梅利尼茨基州裡赫梅利尼茨基區的亞爾莫林齊市鎮負責管轄。該村面積1.74平方公里，海拔高度316米，人口225，人口密度每平方公里237人。